# 日本海テレビジョン放送
日本海テレビジョン放送株式会社（にほんかいテレビジョンほうそう、NIHONKAI TELECASTING CO., LTD. 略称：NKT）は、鳥取県鳥取市に本社を置き、鳥取県と島根県（山陰地方）を放送対象地域とするテレビジョン放送の特定地上基幹放送事業者である。
通称は日本海テレビで、制作クレジット等でもその通り記載されている。日本テレビ系列（NNN・NNS）に属する。
コールサインはJOJX-DTV（鳥取 38ch / 100W）、リモコンキーIDは日本テレビ系列のテレビ単営局で唯一「1」を使用する。詳細は後述。
ステーションキャッチコピーは「いまを伝え、未来を創る」である。

## 概要
本社と演奏所は鳥取市に所在し、島根県松江市に島根総局が所在する。
読売新聞・日本テレビ・読売テレビ放送とも親密（後述）で、同時に日ノ丸自動車・丸由百貨店などと共に構成する佳友倶楽部に加盟する日ノ丸グループの一員でもある。同じ鳥取県の地方新聞でもある日本海新聞との資本関係は一切ないが、現在の新日本海新聞社以前に存在していた旧社は設立母体として関係があった。（詳細後述参照）
山陰地方の県域放送局で唯一鳥取本社送信所を親局としており、松江本社送信所を親局とする他の3局（山陰中央テレビジョン放送（TSK）と山陰放送（BSS）とエフエム山陰（V-air））と異なり、略称を用いる頻度が極端に少ない（後述）。
山陰両県を対象とした県域放送局で唯一「山陰」が入っていない一方、NNN・NNS加盟局で唯一社名に「テレビジョン」を用いられている。
2024年の年間視聴率は、世帯では13年連続、個人では4年連続の三冠王（全日・ゴールデン・プライム）を達成した。

## 事業所所在地
- 本社 - 鳥取県鳥取市田園町4丁目360番地
- 米子支社 - 鳥取県米子市米原9丁目1番52号

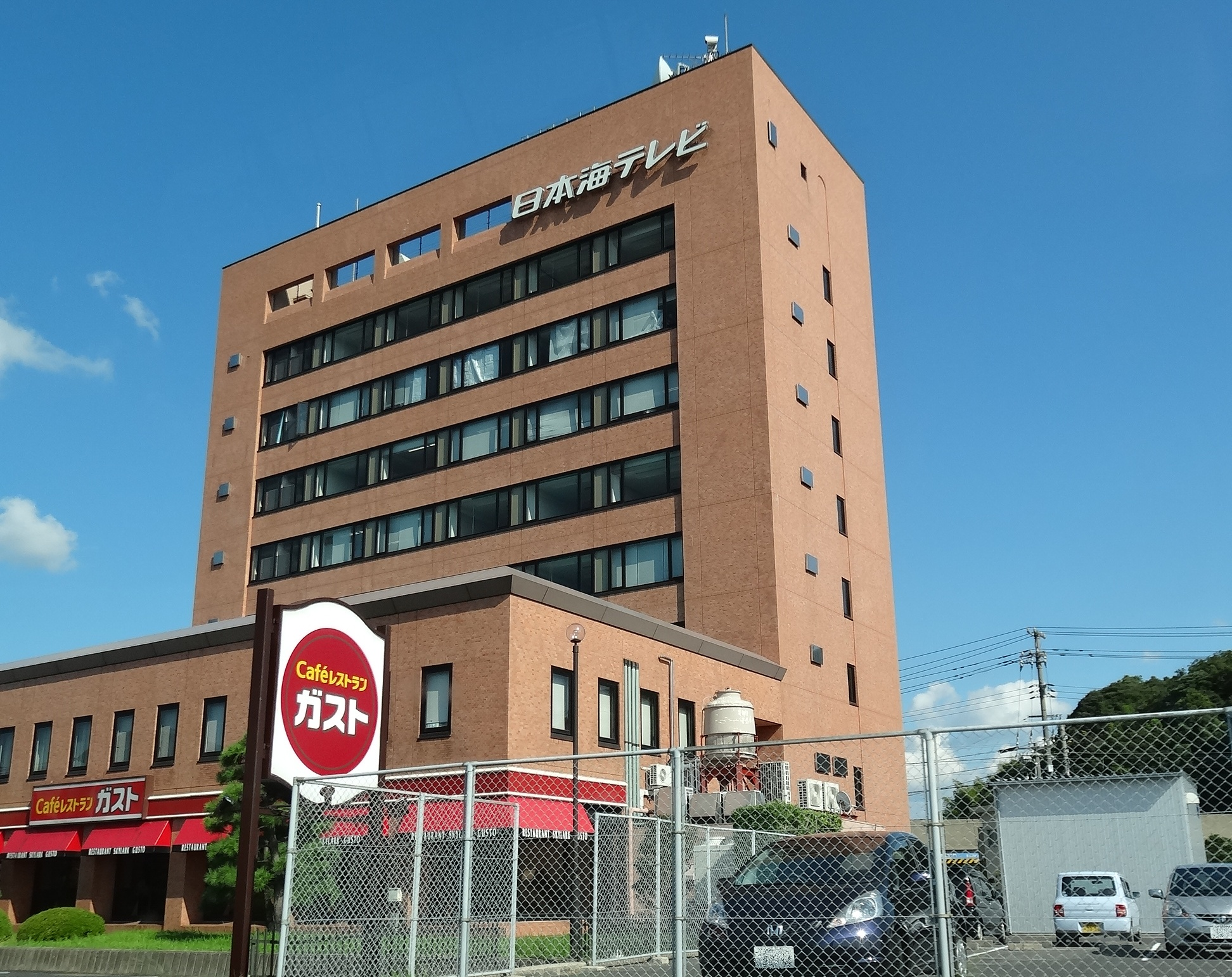
島根総局、2019年現在は外壁が塗り直されている。

- 島根総局[注 1] - 島根県松江市袖師町2番38号 NKT松江ビル201号室、1階にガスト松江南店が入居する[注 2]。報道制作局中海圏報道制作部も設置されている。
- 出雲支社 - 島根県出雲市今市町北本町1丁目2番1号 さかやビル4階
- 浜田支社 - 島根県浜田市田町1669番地 河野ビル2階
- 広島支社 - 広島県広島市中区立町2番23号 野村不動産広島ビル4階

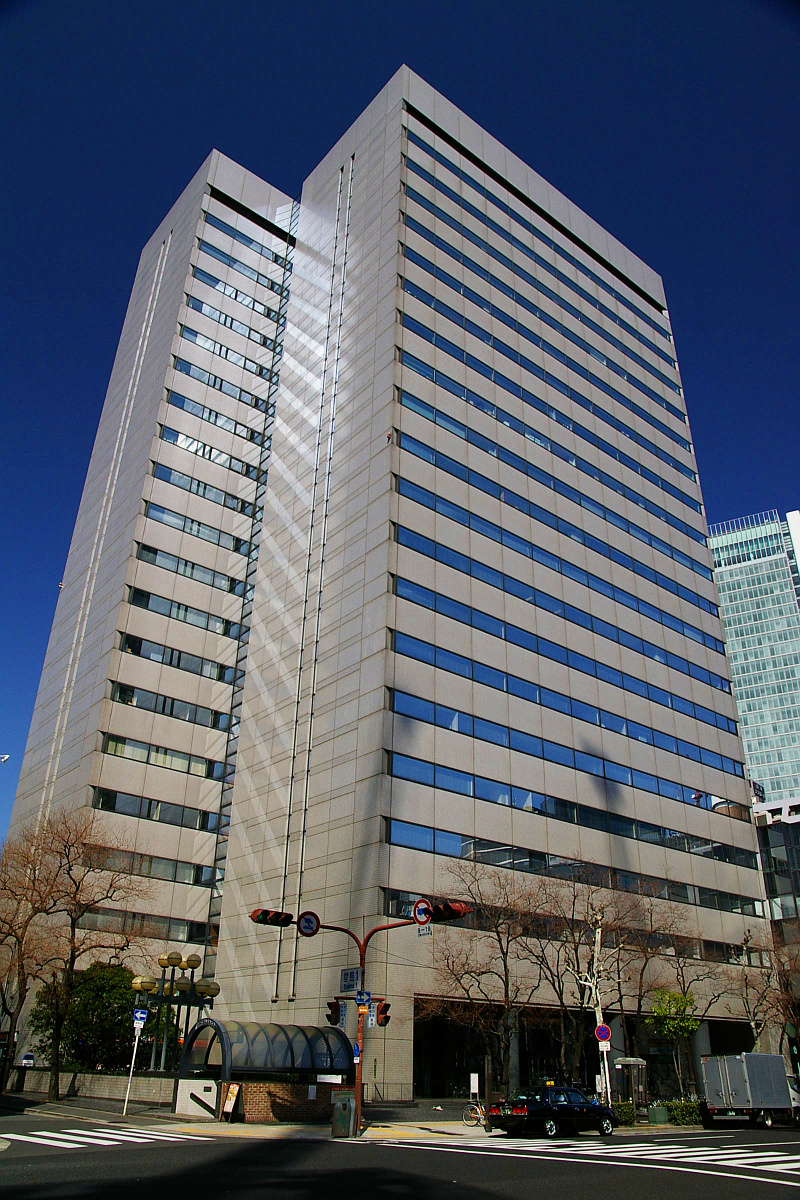
大阪支社が置かれている近鉄堂島ビル

- 大阪支社 - 大阪府大阪市北区堂島2丁目2番2号 近鉄堂島ビル[注 3] 7階。開局当初は関西テレビの関連会社のビルに設置していた。
- 東京支社 - 東京都千代田区内幸町1丁目3番3号 内幸町ダイビル8階。以前は中央区銀座5丁目9番1号 銀座コティビル7階に設置していた[6]。

## 沿革
- 1957年（昭和32年）10月22日 - アナログ・テレビ放送の予備免許を取得[7]。
- 1958年（昭和33年）3月3日 - 会社設立[7]。
- 1959年（昭和34年）
  - 3月3日 - 鳥取県で放送開始（JOJX-TV、1ch）[7]。（第1局）
    - 開局第1声は「JOJX-TV。第1チャンネル、日本海テレビです。桃の花咲き句う三月三日、このよき日を期して放送を開始いたします。」。

  - 8月1日 - テレビニュースネットワークJNNに加入するが、同年の12月15日に山陰放送（BSS、当時はラジオ山陰（RSB））がテレビ放送を開始したため、脱退。以降は日本テレビ系列となる。
- 1966年（昭和41年）
  - 3月20日 - カラー放送開始[7]。
  - 4月1日 - NNN発足と同時に加盟。
- 1972年（昭和47年）
  - 6月14日 - NNS発足と同時に加盟。
  - 9月22日 - 鳥取・島根の相互乗り入れにより島根県（第3局）でも放送開始[7]。これにより本局で放送されていたTBS系とフジテレビ系の番組がそれぞれ山陰放送と山陰中央テレビ（旧社名・島根放送）に移行する形で姿を消す。
- 1974年（昭和49年）3月 - 社史『日本海テレビのあゆみ 開局15周年記念』を発行（日本海テレビ放送15年史編集委員会 編、199ページ）。
- 1992年（平成4年）11月14日 - 本社が鳥取市本町3丁目201番地の商工会議所内から現在地へ移転、同所からの放送を開始[注 4][7]。これに伴い、音声多重放送を開始[注 5]。
- 1999年（平成11年）3月 - 社史『日本海テレビのあゆみ 開局40周年記念』を発行（日本海テレビ40周年誌編纂委員会 編、176ページ）。
- 2006年（平成18年）10月1日 - 地上デジタル放送開始（JOJX-DTV、38ch / 100W）[7]。
- 2007年（平成19年）10月31日 - テレビ24時間放送（日テレNEWS24）スタート。山陰地区民放の中で初の終夜放送。
- 2009年（平成21年）3月 - 社史『日本海テレビのあゆみ』を発行（日本海テレビ50年史誌編集委員会 編、165ページ）。
- 2011年（平成23年）7月24日 - 正午に地上アナログ放送の番組が終了。25日0時までに停波。[7]
  - 最後の一声は「長い間、アナログ放送をご覧いただき、ありがとうございました。日本海テレビ、JOJX-TV」。
- 2012年（平成24年）4月 - 公式Facebookスタート。
- 2014年（平成26年）4月 - 情報カメラ（お天気カメラ）の名称を「SKY VISION」（スカイビジョン）とする。
- 2019年（令和元年）9月2日 - 「NNS標準営放システム」サービス提供開始[8]。

## ネットワークの移り変わり
- 1959年（昭和34年）3月3日 - 鳥取県でテレビ放送開始。（第1局）ラジオ東京（現在のTBSテレビ）・日本テレビ・フジテレビ・日本教育テレビ（NETテレビ、現在のテレビ朝日）とネットを組む。この時点での編成はラジオ東京主体であった。
- 1959年（昭和34年）8月1日 - ニュースネットワークJNNに加盟。
- 1959年（昭和34年）12月15日 - ラジオ山陰（現在の山陰放送）が島根県でテレビ放送を開始したことに伴いJNNを脱退。この日から編成を日本テレビ主体とする。
- 1966年（昭和41年）4月1日 - ニュースネットワークNNNに加盟。
- 1967年（昭和42年）6月 - 民間放送教育協会に加盟。
- 1972年（昭和47年）6月14日 - NNSに加盟。
- 1972年（昭和47年）9月22日 - 鳥取・島根相互乗り入れ実施により、島根県内の第3局として、島根県での放送を開始。これによりTBS系列が山陰放送（BSS、島根1局・鳥取2局）、ならびにフジテレビ系列が山陰中央テレビ（TSK、島根2局・鳥取3局）と定められたため、TBSテレビ、フジテレビの番組が山陰放送、山陰中央テレビへそれぞれ移行する。
- 1975年（昭和50年）3月31日 - 腸捻転解消により、JNNの準キー局が朝日放送から毎日放送に変更されたため、一部の朝日放送制作番組が山陰放送から移行。逆にそれまで日本海テレビで放送されていた毎日放送制作の番組が山陰放送へと移行した。
- 1989年（平成元年）10月1日 - それまで同局で放送されていたテレビ朝日系列の番組の大部分が山陰放送へ、一部が山陰中央テレビに移行した。この際はブロックネットの「テレライフ・ナウ」と民教協番組を除きすべて消滅も「ハーイあっこです」のネット開始を皮切りに少しずつ増えた。

※鳥取県と島根県の越境広域化が実現するまでの過程は山陰放送#テレビ放送開始とエリア拡大の詳述も参照。

## 特徴

### 新聞資本とテレビネット
- 日本海テレビは元来、産業経済新聞社および旧日本海新聞社をバックにして設立された放送局だった。従って、フジサンケイグループとの関わり合いが当初は強かった。ただし、当時はフジテレビ系の回線の確保ができなかった。
- 開局5か月後の1959年8月、ラジオ東京（現・TBSテレビ）を中心にJNNが発足し、日本海テレビもこれに加盟したが、これはラジオ山陰（RSB、現・山陰放送（BSS））との合併話が当時水面下で進んでいたためである。結局合併話は立ち消えとなり、加盟後間もない同年12月にJNNを脱退。代わりに共同テレビジョンニュース社（現：共同テレビジョン〈共テレ〉）と日本テレビ、日本教育テレビ（NETテレビ、現：テレビ朝日）からニュース番組をネット受けした。1966年4月、日本テレビを中心としたNNNに加盟した。
- 1969年1月に戦前から読売新聞と関係の深かった島根新聞（現・山陰中央新報）を母体に島根放送が設立され、1970年4月に「テレビしまね」の呼称で開局。当初、テレビしまねは読売グループから日本テレビネットを希望されたが、将来の相互乗り入れが水面下で進んでおり、既に日本テレビ系の番組は日本海テレビが押さえていたため、結局フジテレビ系列に加盟することとなる。相互乗り入れ時に社名を「テレビしまね」から山陰中央テレビジョン放送（略称はTSKのまま）へ変更した。
- 新聞資本とテレビネットの腸捻転（ねじれ）状態が続いたが1978年12月、読売と産経が両局の出資分を交換したため現在日本海テレビは読売テレビ・日本テレビと資本的にも親密となり、山陰中央テレビはフジサンケイグループに近い存在となった。一方、1975年に旧日本海新聞社が倒産すると、その後再発足した新日本海新聞社は、日本海テレビ自体とは関係を持たなかったが1986年に山陰中央テレビとの共同筆頭株主で設立・開局したエフエム山陰に新日本海新聞社と山陰中央新報社がそろって出資し、それぞれの県のローカルニュースを提供している。なお現在の新日本海新聞社と放送の関係は、日本海ケーブルネットワーク・鳥取テレトピア（いなばぴょんぴょんネット）とのつながりが最も深い。
- 1989年春、鳥取県内の大規模団地で共同受信アンテナによる在阪2局（朝日放送テレビ・読売テレビ）と兵庫エリアU局（サンテレビ）の区域外再放送が計画され、これに山陰放送・日本海テレビ・山陰中央テレビが抵抗した。
  - この団地は有線テレビ放送法で「区域外再放送に関し、地元及び区域外の放送局の同意を得なければならない」とする、接続端子数500以上の施設に該当した。このため、住民側は相互乗り入れ後も山陰放送と日本海テレビで『モーニングショー』やテレビ朝日系平日正午枠等一部の番組が同時放送されるなど、相互乗り入れ前の名残が見られた変則的な番組編成を反論として挙げた。
  - この問題は当時の日本海新聞でも扱われた。このことが日本海テレビが変則編成を解消する一因となった。
  - 現在も山陰両県ではテレビ朝日系・テレビ東京系の系列局が存在しないため、日本海ケーブルネットワークをはじめとする鳥取県・島根県のケーブルテレビに於いては、それを補填し疑似的に4-5系列をそろえるため、地域により朝日放送テレビ（鳥取東部）、瀬戸内海放送（鳥取西部）、広島ホームテレビ（島根県の大半）、山口朝日放送（島根県西部の一部）、テレビせとうち（鳥取・島根の一部地域）を区域外再放送している。

### 民間放送教育協会への加盟
民間放送教育協会へは、山陰地区からは当局（鳥取）と山陰放送（島根。ラジオは鳥取含む）の2局が加盟している。これは、当局が鳥取県のみを当初のサービスエリアとして開局したことと、それに伴い山陰放送が同県の米子市に本社があるにもかかわらず、開局当初は島根県のみをサービスエリアとしていたことなどの絡みによるもので、1972年に山陰準広域圏が確立されてからもこの状況が続いている。

### ロゴ・マスコットキャラクターについて
現在使用されているキャラクターは「ぶっピィ」で、豚の「ぶぅ」・鳩の「ピィ」の2人。ぶぅは花粉症を患っており、『ニュースevery日本海』の天気予報では、花粉情報で花粉症に罹患している。

2018年8月まで使用された4代目ロゴ

2013年から2018年8月31日までは、大きく3通りのロゴマークを使用した。
- 2代目「NKT 日本海テレビ」 - 主に社屋・送信所・中継局・封筒などで見られた。放送では、第2日曜日に放送されている広報番組「あなたとNKT」のエンディングや気象情報等の速報テロップでも使用された。テレビ岩手と同じようなロゴ（略称・社名ともに）で水色で表記されることがあった。3代目・4代目ロゴ登場後も引き続き使用された。
- 3代目「日本海テレビ♪」 - キャラクターのぶっピィの体の一部や野菜の絵などで造られたロゴ（「日」：ぶぅの鼻、「本」：羽を広げたピィ、「海」：日本海、など）。4代目ロゴ登場後もしばらくはデータ放送やFacebookのカバー写真で使われた。
- 4代目「いっちゃんムチュー 日本海テレビ」 - 開局55周年記念ロゴで、2代目ロゴのマイナーチェンジである。ぶぅの鼻を基調とした「日」マークと「本海テレビ」のロゴを合わせたもので、ロゴの上段に「いっちゃんムチュー」のキャッチフレーズが添えられた。公式YouTubeチャンネルで公開されているぶっピィの過去の5秒CMでは、「いっちゃんムチュー」を「にほんかいてれび」に改変したバージョンも存在する。5秒CMの「きょうは何の日」CMでの「○○の日」の文字の「日」は全てこのマーク。

開局60周年を迎え、2018年9月1日からロゴマークが刷新された。
- 5代目（現行）「1ちゃん! 日本海テレビ」 - ブーメラン[注 6]をモチーフとした「1」マークと直線基調の「日本海テレビ」ロゴを合わせたもの。「1」マークと「日本海テレビ」ロゴを横に並べると「1 日本海テレビ」になるが、上下に並べると「1」マークに「ちゃん!」の文字が追加されて上記の通りになる。

ロゴマーク刷新と共に、全社屋の「NKT」ロゴや「（NKT）日本海テレビ」ロゴも「1」マークや「1 日本海テレビ」ロゴへ変更する工事が行われたほか、「オンガク野郎」は公式Twitterのユーザー名も「@1ch_ongakuyarou」とする、「あなたとNKT」も「いっちゃんのミカタ」へ改題する等、ただでさえ少なかった「NKT」の略称自体を利用する頻度も激減し、関連会社の日本海テレビサービス以外ではそのロゴも初代ロゴ共々ほぼ淘汰されるに至っている。略称利用は、ロゴ刷新前から利用されているURIやアカウント（ドメイン名「nkt-tv.co.jp」、局公式Twitter「@1ch_NKT」、局公式Facebook「1ch.NKT」、「スパイス!!」公式LINE「@spice.nkt」等）のみになった。
同時にコーポレートスローガンとして「いまを伝え、未来を創る」を制定した。
日本海テレビには、他にもキャラクターが存在しておりそれについては公式サイト「ぶっピィ部」を参照されたい。

### 1ch

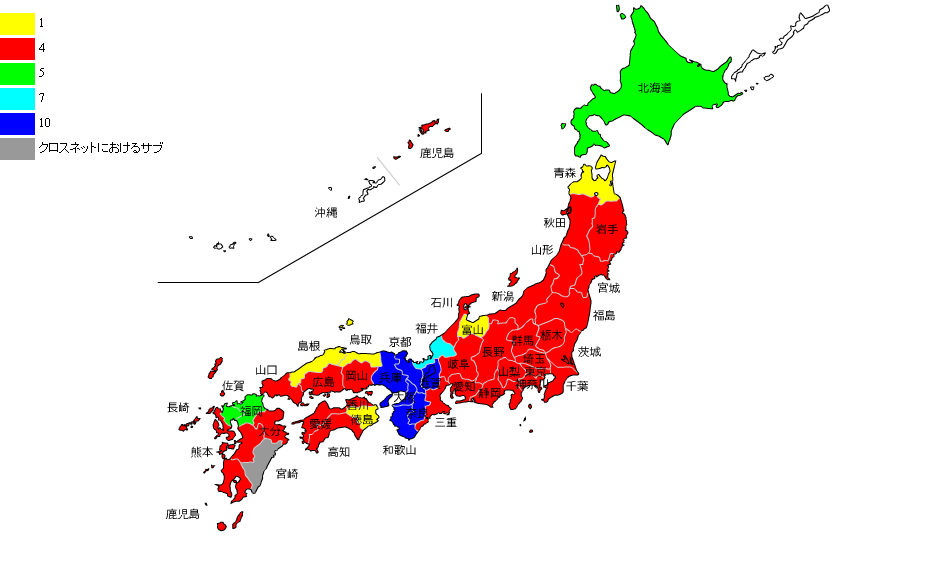
日本テレビ系列のリモコンキーID地図

地上デジタル放送のリモコンキーIDは、原則としてキー局の日本テレビをはじめ、多くの日本テレビ系列局が日本テレビのアナログ放送の親局4ch（東京タワー送信所）に由来する「4」を使用しているが、日本海テレビは「4」ではなく自身のアナログ放送の親局1ch（鉢伏山送信所）に由来する「1」を使っている。日本テレビ系列では、青森放送、北日本放送（同局のエリア富山県は山陰両県とリモコンキーIDとパターンも全く同じ）、四国放送も親局1chだったためリモコンキーID「1」だが3局共ラテ兼営のため、日本テレビ系列でリモコンキーIDが「1」のテレビ単営局は日本海テレビだけである。更にテレビ単営局でリモコンキーID「1」は他系列でも中京広域圏の東海テレビ（フジテレビ系列。名古屋テレビ塔送信所1ch）しか使っておらず、それは同時にアナログ親局が1chだったテレビ単営局もこの2局だけであったことをも意味する。
この影響で、全国「1」で統一予定だったNHK鳥取放送局とNHK松江放送局のNHK総合テレビ（NHK総合）のリモコンキーIDが前者のアナログ親局3chから「3」（アナログ親局6chだった後者は前者に合わせて「3」となり、「6」はTBS系列の山陰放送へ割り当て）になった。周辺県（兵庫県、山口県、岡山県、広島県一部）のNHK総合テレビはID「1」であり、山陰両県外で日本海テレビを視聴すると3桁の論理チャンネルに枝番号（「01*-1」等）が付き「9」等の空きポジションに入る。
更に日本テレビ系列でリモコンキーIDが「4」を使ってない局は、ほかに「3」のテレビ宮崎（トリプルネット局）、「5」の札幌テレビ（アナログ親局5chを踏襲）と福岡放送（福岡県では先に開局したTBS系列のRKB毎日放送がアナログ親局のチャンネルと同じ「4」を使用しているため、テレビ朝日系列の九州朝日放送が「1」を選択〈アナログ親局1chを踏襲〉したことで空いていた番号を選択）、「7」の福井放送（クロスネット局）、「10」の読売テレビ（アナログ親局10chを踏襲）がある。
このために空いた「4」（他系列ではTBS系列の毎日放送〈生駒山送信所4ch〉とRKB毎日放送〈福岡タワー送信所4ch〉のみ。両局ともアナログ放送の親局4chを踏襲）はそのまま空いており、スピルオーバーが届いているエリアで隣県の局に割り振られるのが常である。

## 主なテレビ放送局
その経緯からデジタル・アナログ共通で、鳥取本社送信所より松江基幹中継所の方が広範囲をカバーする。このため松江基幹中継所の空中線電力も鳥取本社送信所と比べても10倍の大出力。

### デジタル放送局
- 呼出符号（コールサイン） - JOJX-DTV
- 呼出名称（コールネーム） - にほんかいテレビデジタルテレビジョン
- トランスポートストリーム
  - リモコンキーID - 1
前述の通り、日本テレビ系列のテレビ単営局では唯一の「1」である。
  - 3桁 - 011：「日本海テレビ1」、012：「日本海テレビ2」、013：「日本海テレビ3」、014：「日本海テレビ臨時」、611：「日本海テレビ携帯」
NHK鳥取・松江を含めた両県のテレビ局で唯一、臨時サービス用のチャンネルを持つ（受信機によってスキャン後の挙動が異なり、登録されても選局不能か登録自体されずに素通り）。越境受信時の事情は前述。
  - 放送事業者 - 日本海テレビ
- 鳥取県（鳥取本社送信所+中継局22局）
  - 鳥取本社送信所 38ch 100W 鳥取市矢矯（毛無山）
鳥取県東中部の中継局は、鳥取本社送信所を基幹局として送信される。
  - 倉吉 38ch 100W 東伯郡湯梨浜町羽衣石（栗尾山）
  - 鉢伏 23ch 0.5W 東伯郡湯梨浜町白石（鉢伏山）
旧・鳥取本社送信所。前述の通りかつてV-airの鳥取基幹中継所が相乗り。
- 島根県（松江・浜田の各基幹中継所+中継局36局）
  - 松江基幹中継所 41ch 1 kW 松江市島根町加賀（澄水山）
島根県東部（隠岐諸島含む）及び鳥取県西部の中継局は、松江基幹中継所を基幹局として送信される。
  - 大田 25ch 10W 大田市大田町大田（法蔵寺山）
  - 仁摩 25ch 10W 大田市仁摩町馬路（高山）
  - 江津 28ch 30W 江津市島の星町（島星山）
  - 浜田基幹中継所 31ch 100W 浜田市三隅町室谷（大麻山）
島根県西部の中継局は、浜田基幹中継所を基幹局として送信される。
  - 益田 33ch 30W 益田市中垣内町（大道山）
  - 西ノ島 24ch 30W 隠岐郡西ノ島町美田（焼火山）
  - 西郷 15ch 3W 隠岐郡隠岐の島町飯田（金峯山）

※デジタル放送の鳥取局（本社送信所）は鳥取県鳥取市（毛無山）、松江局（基幹中継所）は島根県松江市（澄水山）に建設された。

### アナログ放送概要
2011年7月24日時点
- 呼出符号（コールサイン） - JOJX-TV
- 呼出名称（コールネーム） - にほんかいテレビほうそう
- 鳥取県
  - 鳥取本社送信所 1ch 1 kW 東伯郡湯梨浜町白石（鉢伏山）
  - 日野[注 10] 8ch 100W 日野郡日野町舟場（古峠山）
- 島根県
  - 松江基幹中継所 30ch[注 11] 10 kW 松江市上本庄町（澄水山）
  - 木次 61ch 10W 雲南市三刀屋町給下（峯寺弥山）
  - 大東 40ch 10W 雲南市大東町中湯石（畑谷山）
  - 大田 61ch 100W 大田市大田町大田（法蔵寺山）
  - 仁摩 51ch 10W 大田市仁摩町馬路（高山）
  - 江津 40ch 30W 江津市島の星町（島星山）
  - 浜田基幹中継所 54ch 1 kW 浜田市三隅町室谷（大麻山）
  - 益田 40ch 30W 益田市中垣内町（大道山）
  - 西ノ島 61ch 100W 隠岐郡西ノ島町美田（焼火山）
  - 西郷 37ch 30W 隠岐郡隠岐の島町飯田（金峯山）

※Gガイドはアナログ・デジタル一貫してJNN系列の山陰放送が配信しているが、アナログのそれにおける局名は「日本海TV」であった。ガイドチャンネルは当然「1」。

## 資本構成
企業・団体の名称、個人の肩書は当時のもの。出典：

### 2021年3月31日
| 資本金 | 発行済株式総数 | 株主数 |
| ------ | -------------- | ------ |
| 2億円  | 400,000株      | 382    |

| 株主                 | 株式数   | 比率  |
| -------------------- | -------- | ----- |
| 読売新聞グループ本社 | 32,815株 | 8.20% |
| 日本テレビ放送網     | 32,000株 | 8.00% |
| 日ノ丸総本社         | 31,871株 | 7.96% |
| 讀賣テレビ放送       | 31,700株 | 7.92% |
| 山陰合同銀行         | 19,106株 | 4.77% |
| 一畑電気鉄道         | 13,000株 | 3.25% |
| 日ノ丸自動車         | 11,666株 | 2.91% |
| 鳥取銀行             | 11,116株 | 2.77% |
| 鳥取県               | 11,110株 | 2.77% |
| 鳥取市               | 11,110株 | 2.77% |

## 主な番組

### 現在の自社制作番組
- One（月曜 - 金曜 15:48.30 - 19:00）[14][15]
- しまね家の回覧板ほっと（金曜 20:54 - 21:00）
- スパイス!!（土曜 9:25 - 10:10）
- KICK OFF! SANIN（土曜 10:10 - 10:30）
- ガンバレルーヤの週末移住バラエティ 冠ルーヤ（土曜 16:25 - 16:55）
- オンガクお嬢Remix（日曜 0:55 - 1:25（土曜深夜））
- イチスペ!（毎月第1日曜 16:30 - 17:00）
- 新ふるさと百景（毎月第1日曜 17:00 - 17:30）
- Jリーグガイナーレ鳥取ホームゲーム中継 - 地上波で放送するほか、DAZNによるJリーグ中継[注 16]ガイナーレホームゲームに制作協力している。
- いっちゃんのミカタ（毎月第2日曜 5:10 - 5:15） - 自己批評番組
- 布勢スプリント兼布勢リレーカーニバル（毎年6月）

### 日本テレビ系列遅れネット番組
- オードリーさん、ぜひ会ってほしい人がいるんです。（火曜 1:00 - 1:30（月曜深夜）、中京テレビ制作）
- 三四郎のDearボス（火曜 1:30 - 2:00（月曜深夜）、広島テレビ制作）
- 浜ちゃんが!（木曜 1:30 - 2:00（水曜深夜）、読売テレビ制作）
- 光が死んだ夏（金曜 2:00 - 2:30（木曜深夜））
- 川島・山内のマンガ沼（日曜 1:25 - 1:55（土曜深夜）、読売テレビ制作）
- 24時間テレビチャリティー・リポート（日曜 5:10 - 5:15）
- それいけ!アンパンマン（日曜 5:45 - 6:15）
- 遠くへ行きたい（日曜 6:30 - 7:00、読売テレビ制作）[注 17]
- メシドラ〜兼近&真之介のグルメドライブ〜（不定期放送）
- グッと!地球便（不定期放送、読売テレビ制作）
- 音道楽√（不定期放送、読売テレビ制作）
- もんくもん（不定期放送、読売テレビ制作）

### テレビ朝日系列番組
- なるみ・岡村の過ぎるTV（水曜 1:00 - 2:00（火曜深夜）、朝日放送テレビ制作）
- 激レアさんを連れてきた。（木曜 1:00 - 1:30（水曜深夜））
- 金曜ナイトドラマ（金曜 1:00 - 2:00（木曜深夜））

### テレビ東京系列番組
- 家、ついて行ってイイですか?（土曜 13:30 - 14:30）
- YOUは何しに日本へ?（土曜 14:30 - 15:30）
- ドラマ24（日曜 2:00 - 2:30（土曜深夜））
- ありえへん∞世界（日曜 12:35 - 13:30）
- 日経スペシャル ガイアの夜明け（日曜 16:30 - 17:30）[注 18]
- 日曜ビッグバラエティ（不定期放送）

### 民教協加盟局共同制作番組
- 日本のチカラ（月曜 10:55 - 11:25）[注 19]

### その他
- いろはに千鳥（月曜 1:25 - 1:55（日曜深夜）、テレビ埼玉制作）
- カベポスター・天才ピアニスト・フースーヤのワチャラチャ忍忍（火曜 2:00 - 2:30（月曜深夜）、サンテレビ制作）
- クレバテス-魔獣の王と赤子と屍の勇者-（木曜 2:00 - 2:30（水曜深夜））

## 過去に放送された番組

### 自社制作番組
- てんとり!
- ハロー日本海
- NKTピックアップTHE DAY
  - 平日に『ニュース日本海プラス1』のローカルストレートニュース部分を15分に編集し、『11PM』『EXテレビ』といったネット番組の後に放送していたもの。リード部分はブルーバックに差し替えられていた。
- Go!5!知っテレビ（1996年4月から2005年6月まで）
- ごじきん!（2005年7月から2006年6月まで）
- エブリワン
- 金曜スパイス!!
  - 共に金曜夕方に放送されていた情報バラエティ番組、『ごじきん!』終了後土曜日午前中に枠を移し、現在の『スパイス!!』となる。
- とっとりWhy?（土曜 17:45 - 18:00） →とっとりtry（日曜 10:25 - 10:40） - 知られざる名店の紹介など、鳥取のディープな部分を掘り下げている。2009年4月には『とっとりtry』にタイトルを変更し、2012年3月4日まで放送された。番組の1コーナーとして、鳥取県の地元食材を使った料理を取り上げた『究極のレシピ』の本を2011年12月に出版した。
- おとなのびっくりクリニック→おとなのびっくり3 は〜いすくーる（水曜 2:04 - 2:14） - 深夜2時台にもかかわらず高視聴率をとっていた（初回視聴率は3.5%）。最高視聴率は2009年2月10日放送分の7.6％。
- ニュース日本海シリーズ（1980年 - 2024年）
  1. ワイドニュース日本海（1980年 - 1988年）
  2. ニュース日本海プラス1（1988年 - 2006年）
  3. Newsリアルタイム日本海（2006年 - 2010年）
  4. ニュースevery日本海（2010年 - 2024年）
    - 3海ネット（金曜に番組内で放送、西日本放送・高知放送と同時ネット、西日本放送・高知放送との共同制作番組が週末に不定期に放送されていた）
- よじまえニュース
- 山陰伝説のレシピ
- NKTおすすめ情報
- 1ch Music
- 県民の窓
- NKTニューススポット（2017年3月まで）
- NKTニュース（2013年3月まで） - 事実上『NNNストレイトニュース』のローカルパート扱い
- おびわんっ!（2023年4月から2024年3月まで 月曜 - 金曜 16:20 - 16:50）
  - 平日夕方に放送されていたローカル情報番組。
- ネタタン!（2023年10月から2024年5月まで 水曜 21:54 - 22:00）
- 海と日本プロジェクト SEA TOTTORI

#### 東京支社が過去に制作した番組
- DOUBT（テレビ埼玉、山梨放送、千葉テレビ、KBS京都、サンテレビ、高知放送でもネットしていた。当初は全国17局までネットする予定だった）
- 東京現人（1か月で打ち切り）

※上記2番組は、制作会社THE WORKSの委託制作であった。
- さまぁ〜ずの親孝行ツアー
- プリン・ス→プリン・ス2
- メロjpでいこう!
- ブランディア うれしいことふやそう!
- Good Living（2012年4月よりBS朝日に移行）
- Girls TV! feat.SUPER☆GiRLS
- あいどりゅ☆
- めちゃフル!
- きみだけTV
- 賢者ファビウスの定理
- THE FACTORY TOKYO
- ブレイク!

### テレビ朝日系列

#### 1989年9月までに放送されていた番組
山陰放送・山陰中央テレビへ移行した番組は除く。
- 兵庫県アワー（腸捻転解消前の毎日放送制作。当時同県北部に在阪各局の中継局が整備されていなかったため。山陽放送も同番組をネットしていた）
- キリンものしりシリーズ（毎日放送制作・腸捻転時代）
- 100万円クイズハンター（1987年3月打ち切り）
- がんばれ!!ロボコン
- 忍者ハットリくん（アニメ版）（10分版は月曜 - 金曜 16:50 - 17:00に、30分版は金曜 17:00 - 17:30にそれぞれ放送[16]）
- タイガーマスク二世→あさりちゃん
- 朝日放送テレビ制作土曜19時台前半枠（月曜 19:00 - 19:30）
  - はじめ人間ギャートルズ（腸捻転解消時に山陰放送から移行）→三枝の大マジメ!?結婚ゲーム→超合体魔術ロボ ギンガイザー→若草のシャルロット→はいからさんが通る→シートン動物記 りすのバナー→こぐまのミーシャ→のってシーベンチャー→サウンドメッセージ→おはよう!スパンク→とんでモン・ペ[16]→レディジョージィ→とんがり帽子のメモル（28話まで）→GARACTIC PATOROL レンズマン→あっ!カメラだ→マンガ人間抱腹Z!!→夢の星のボタンノーズ→光の伝説[17]
- オバケのQ太郎（第3作、30分版のみ木曜 17:30 - 18:00[17]、後に金曜 17:30 - 18:00に放送[18]）
- アニメ80日間世界一周（月曜 19:00 - 19:30[19]）

ほか

#### 他局に移行・1本化されたテレビ朝日系番組
太字はスポンサードネットで放送されていた番組。

##### 山陰放送へ移行・1本化された番組
- モーニングショー - 放送開始時は、日本海テレビのほうが山陰放送より早く、1966年1月5日水曜日より『木島則夫モーニングショー』として放送開始している。当時は、鳥取・島根の放送圏域の違いから、山陰放送も1966年4月4日月曜日から放送開始した。相互乗り入れ後も継続して2局で放送を継続したが、1989年10月からは山陰放送に一本化。
- テレビ朝日系平日正午枠
  - アフタヌーンショー→なうNOWスタジオ→新・アフタヌーンショー→布施明のグッDAY→どこまで笑うの?!→欽ちゃんのどこまで笑うの?!→欽どこTV!! - 山陰放送が、1968年4月1日月曜日より『桂小金治アフタヌーンショー』として放送を開始する。日本海テレビは、1968年4月29日月曜日から『3時のあなた』を放送開始した。しかし、フジテレビ系列局の山陰中央テレビが開局（1970年4月1日）と同時に放送開始、1970年の6月30日でネット打ち切り、1年間『ズバリ身上相談』・ドラマ等をその枠で放送していた。NETテレビより放送圏域が日本海テレビと山陰放送が違うことから1971年7月1日から日本海テレビへ山陰放送と同一時間で時差ネット開始、その後相互乗り入れ後も後番組も含めて継続して2局で放送を継続したが、1989年9月に、『欽どこTV!!』の終了と同時に、日本海テレビも正午枠時差ネットが終了。1989年10月から同枠は山陰放送に1本化となる。
- 日曜洋画劇場 - 1972年10月から数週遅れで21:30-23:30の枠で放送開始（淀川長治解説あり）、1974年10月よりNET同時ネットになる。山陰放送では2009年3月まで『ウィークエンドシアター』として放送。
- 暴れん坊将軍
- ゴリラ・警視庁捜査第8班
- ビートたけしのスポーツ大将
- ドラえもん（第2作、1979年） - 日本海テレビでは第1作（1973年）も放送していた。
- 朝日放送テレビ制作日曜朝8時30分枠のアニメ - 同時ネット。山陰放送へ移行後は遅れネットに降格。
  - とんがり帽子のメモル（29話から）→はーいステップジュン→メイプルタウン物語→新メイプルタウン物語 パームタウン編→新メイプルタウン物語 パームタウン編/ビックリマン→ビックリマン（最終回のみ山陰放送で放送。）

毎日放送の腸捻転解消による移行・一本化
- 毎日放送制作土曜朝のワイドショー
  - ウィークエンドショー→ウィークエンドモーニングショー→八木治郎ショー - 日本海テレビ・山陰放送の2局で放送されていたが、1975年4月からは山陰放送に1本化。
- 仮面ライダーシリーズ - 毎日放送制作・NET系時代の昭和シリーズ。相互乗り入れ後もしばらく山陰放送と並列放送した後に山陰放送に1本化、テレビ朝日制作平成から令和シリーズに至るまで山陰放送で放送。
- 野生の王国 - 毎日放送制作。1975年4月に山陰放送へ移動。
- ヤングおー!おー! - 開始時期は不明。1971年には山陰放送が島根県向けに放送していたが、山陰地区の相互乗り入れで日本海テレビに1本化。1975年4月からは山陰放送に移行。

##### 山陰中央テレビへ移行された番組
- 遠山の金さん
  - 名奉行 遠山の金さん
- スーパー戦隊シリーズ
  - バトルフィーバーJ→電子戦隊デンジマン→太陽戦隊サンバルカン→大戦隊ゴーグルファイブ→科学戦隊ダイナマン→超電子バイオマン→電撃戦隊チェンジマン→超新星フラッシュマン→光戦隊マスクマン→超獣戦隊ライブマン→高速戦隊ターボレンジャー

#### 1989年9月までに打ち切られたテレビ朝日系の番組
- ANNニュースライナー（日曜日を除く。『NKTニュース』枠内で本編のみネット受け。）
- ABC制作土曜朝のワイドショー
  - おはようワイド・土曜の朝に→土曜だエブリバディ!
- 東京国際女子マラソン（1988年大会まで）

#### 1989年10月以降も放送されたテレビ朝日系の番組
- 日曜19時後半象印マホービン一社提供枠（1989年9月まではスポンサードネット、1989年10月以降は番販扱いで放送）
  - 歌のタイトルマッチ→ スターものまね大合戦（1975年3月まで山陰放送と並行放送、1975年4月から日本海テレビ単独で放送）→ヒット作戦 1!2!3!→ライバル対抗大合戦!→ヒントでピント→パンドラタイムス
- 愛のエプロン
- 堂本剛の正直しんどい
- くりぃむナントカ
- 快感MAP
- 頑張る人応援バラエティ 体育の時間
- ブラマヨとゆかいな仲間たち アツアツっ!
- 勉強してきましたクイズ ガリベン!
- イチから住 〜前略、移住しました〜
- タモリ倶楽部
- 月曜ドラマ・イン
- 人生の楽園（途中打ち切り、番組自体は継続中）
- たけしの万物創世紀→たけし・所のWA風が来た!→最終警告!たけしの本当は怖い家庭の医学→たけしの健康エンターテインメント!みんなの家庭の医学（朝日放送テレビ制作）
- 現代進行形TV イマジン!（朝日放送テレビ制作）
- 驚きももの木20世紀（朝日放送テレビ制作）
- 世界痛快伝説!!運命のダダダダーン!→世界痛快伝説!!運命のダダダダーン!Z（朝日放送テレビ制作）
- クイズ!紳助くん（朝日放送テレビ制作）
- 笑いの金メダル（朝日放送テレビ制作）
- 世界の村で発見!こんなところに日本人（朝日放送テレビ制作）
- 今ちゃんの「実は…」（朝日放送テレビ制作）
- 白鳥麗子でございます!（メ～テレ制作）

ほか

### テレビ東京系列
- ココリコミリオン家族
- キンコンヒルズ
- 元祖!でぶや
- 浅草橋ヤング洋品店
- クイズ赤恥青恥（TSKから移行）
- 美の巨人たち
- MUSIX!
- えぐら開運堂
- クエス・ファイブ
- 突撃!イドバタ7
- 激突!アメリカン筋肉バトル
- 〜空色グラフィティ〜君に会いたくて
- 怒りオヤジ3
- 月10万円で豊かに暮らせる町&村
- スカ☆J
- おもてなし音楽バラエティ むちゃ∞ブリ!
- うぇぶたま
- 新説!?日本ミステリー
- 決着!歴史ミステリー
- 怪奇大家族
- そうだ旅（どっか）に行こう。
- 魔法少女プリティサミー
- レレレの天才バカボン
- わがまま☆フェアリー ミルモでポン!
- ふぉうちゅんドッグす
- 銀魂（第1期のみ放映、99話で放映打ち切り）
- ハヤテのごとく!
- しゅごキャラ!（第3期は未放送）
- リルぷりっ
- ゴッドタン（2013年9月打ち切り、現在はTSKで放送）
- 歌え!ヤンヤン!
- ヤンヤン歌うスタジオ（山陰放送から移行）
- クイズところ変れば!?
- 岡本綾子のNECスーパーゴルフ
- 徳光和夫の情報スピリッツ
- 気分はパラダイス
- ミエと良子のおしゃべり泥棒
- ミスター味っ子（本放送終了後、1992年に月曜 - 木曜 17:00 - 17:30に放映[20]）
- 天空のエスカフローネ
- 時空探偵ゲンシクン
- アメロク（テレビ大阪制作）
- しましまとらのしまじろう→はっけん たいけん だいすき!しまじろう→しまじろう ヘソカ→しまじろうのわお!（テレビせとうち制作、2023年3月末で打ち切り、番組自体は継続中）
- 和風総本家（テレビ大阪制作）
- ソレダメ!〜あなたの常識は非常識!?〜（途中打ち切り、現在はBSSへ移行）
- 日経スペシャル カンブリア宮殿（途中打ち切り、番組自体は継続中）

ほか

### 山陰放送の鳥取県乗り入れ開始まで放送されていたTBS系列の番組
- 東芝日曜劇場（相互乗り入れ後も暫定的に山陰放送と時差並列放送→山陰放送に1本化）
- ナショナル劇場（相互乗り入れまでスポンサーネットで遅れネット）
- ザ・ガードマン（スポンサーネット）
- ポーラテレビ小説（相互乗り入れ後も暫定的に山陰放送と並列放送→山陰放送に1本化）
- モンシェリCoCo（相互乗り入れ後も山陰放送と並列放送）
- ブラザー劇場
  - コメットさん（第1シリーズ、木曜19:30に放送）
  - 刑事くん（第1シリーズ、水曜18時に2日遅れで放送）
- サインはV（第1シリーズ、水曜 19:00に放送）
- キックの鬼
- YKKアワー キックボクシング中継（日曜 17:25に6日遅れで放送）
- 火曜19時台前半アニメ枠
  - 宇宙少年ソラン→冒険ガボテン島→キャプテン・スカーレット→サスケ
- ウルトラシリーズ
  - 帰ってきたウルトラマン（水曜 19:00に数か月遅れで放送）

### 山陰放送の鳥取県乗り入れ開始後に放送されていたTBS系列の番組
- キッチンパトロール（開始後暫くは山陰放送と並列放送→山陰放送に1本化）

### 山陰中央テレビ開局まで放送されていたフジテレビ系列の番組
- 鉄腕アトム
- ジャングル大帝
- バンパイヤ
- 遊星仮面
- ロボタン (第1作)（第2作は山陰地区の放送局では未放送。）
- コートにかける青春
- マグマ大使
- 日清ちびっこのどじまん
- 妖怪人間ベム（1968年度のアニメ版、2011年の日テレドラマも放送）
- オリンピックショウ 地上最大のクイズ
- 忍者部隊月光
- 赤胴鈴之助
- ハリスの旋風
- 銭形平次 (大川橋蔵)
- 三匹の侍
- 仮面の忍者 赤影（関西テレビ制作、1967年度のドラマ版）
- 徳川おんな絵巻（関西テレビ制作）
- 大坂城の女（関西テレビ制作）
- 大奥（第1シリーズ）（関西テレビ制作）

### 山陰中央テレビ開局前後数ヶ月まで放送されていたフジテレビ系の番組
- スター千一夜（放送開始初期は他のローカル局と同じく曜日によって放送されていたが、時間枠的に系列の番組が組み込めない等の影響で他のローカル局と同様に放送中止。山陰中央テレビ開局よりも数年前にすでに中止している）
- 3時のあなた（1970年6月末で打ち切り）

### 山陰中央テレビの鳥取県乗り入れ開始まで放送されていたフジテレビ系列の番組
- ナショナルプライスクイズ・ズバリ!当てましょう（相互乗り入れまでスポンサーネットで遅れネット）
- 江崎グリコ提供・金曜 19:00 - 19:30枠（相互乗り入れまでスポンサーネットで同時ネット）
- クイズの王様（相互乗り入れ後もしばらく山陰中央テレビと並列放送）
- キンカン素人民謡名人戦（相互乗り入れ後もしばらく山陰中央テレビと並列放送）

### その他
- ひとしずくの風～奥大山自然塾物語～（中海テレビ放送制作）[21][22] - 鳥取県江府町にある奥大山自然塾の女性インストラクターを密着取材したドキュメンタリー番組。江府町は中海テレビ放送のエリア外となっているため、日本海テレビでも2024年3月17日 16:00 - 16:55に放送された。
- 時々ボソッとロシア語でデレる隣のアーリャさん

## スタジオ
共にHD対応で、いずれも一般客がロビーからスタジオの様子を見学することができる。
鳥取本社第1スタジオ - 『One』『スパイス!!』など、自社制作の番組放送時に使用される。局舎正面ロビーとはアコーディオンカーテン（あるいはシャッター）のみで仕切られているため、番組や公開イベントなどで使用する場合は出演者はロビーからそのままスタジオに入れる。
第2スタジオ - 報道制作部（報道担当）と直結しているニューススタジオ。定時・緊急ニュース等で使用。

## お天気カメラ「SKY VISION」
設置場所
- 鳥取本社屋上
- 鳥取砂丘
- 米子ワシントンホテルプラザ屋上
- 島根総局（松江市）屋上
- 出雲支社屋上
- 道の駅ゆうひパーク浜田
- 隠岐の島町（隠岐ビューボートホテル屋上）

## 共同キャンペーン

### 山陰地区民放テレビ3局共同キャンペーン
2016年から山陰放送（BSS）及び山陰中央テレビ（TSK）と3局合同で「山陰地区民放テレビ3局共同キャンペーン」を実施しており、2019年6月に総務省中国総合通信局長から山陰放送及び山陰中央テレビとともに「「電波の日」中国総合通信局長表彰」を受けた。
- 2016年秋、日本海テレビ・山陰放送・山陰中央テレビの3局合同で山陰地区民放テレビ3局共同キャンペーン「テレビってザワザワキャンペーン」を実施[25]。
  - 2016年9月24日、山陰放送主催の「秋のBSSまつり」に日本海テレビを代表して前田彩野アナが出演。
  - 2016年10月1日、日本海テレビの情報番組「スパイス!!」に山陰放送を代表して丸山聡美アナ、山陰中央テレビを代表して山下桃アナが出演。
  - 2016年10月1日、山陰中央テレビの情報番組「ヤッホー」に日本海テレビを代表して前田彩野アナが出演。
- 2018年1月15日から2月24日にかけて日本海テレビ・山陰放送・山陰中央テレビの3局合同で山陰地区民放テレビ3局共同キャンペーン「3局アナ対抗!ザワザワ総選挙」が実施され、日本海テレビからは松岡史子、赤井祐紀、中尾真亜理、大垣舞、近藤あずみの5名のアナウンサーが参加[26]。
- 2019年2月8日から2月28日にかけて日本海テレビ・山陰放送・山陰中央テレビの3局合同で山陰地区民放テレビ3局共同キャンペーン「3局対抗ザワザワCMグランプリ」を実施[27]。
  - 2019年3月2日に結果発表を3局の同時中継で行う「3局一斉!ザワザワ生放送〜視聴者に感謝をこめて〜」を放送。日本海テレビ制作分の番組MCは定常菜都子、赤井祐紀。番組リポーターは近藤あずみ。ゲストは平川翔也（山陰中央テレビ）、山根伸志（山陰放送）。
- 2020年2月17日から2月23日にかけて日本海テレビ・山陰放送・山陰中央テレビの3局合同で「山陰3局防災キャンペーン」を実施[28]。

### 日本海テレビ・NHK鳥取放送局 テレビ放送開始65周年共同キャンペーン
2024年3月3日に日本海テレビ及びNHK鳥取放送局のNHK総合テレビ（NHK総合）の2局がテレビ放送開始65周年を迎えることから、合同で「テレビ放送開始65周年共同キャンペーン」を実施した。
- 2024年3月2日、日本海テレビの情報番組「スパイス!!」にNHK鳥取放送局を代表して土田翼アナが出演。
- 2024年3月4日、NHK鳥取放送局のNHK総合テレビ（NHK総合）のニュース情報番組「いろ★ドリ」に日本海テレビを代表して福谷貞夫アナが出演。

## アナウンサー
2024年4月1日の組織再編により、報道部・制作部・アナウンス室が統合され、報道制作部となった。

### 責任者
- 報道制作部次長（アナウンサー） 福谷貞夫（元山口放送→フットメディアフリー、2012年入社。防災士）[30]

### 現在

#### 男性
- 2020年 神岡遼（8月入社。防災士）[30]、岩本泰平（10月入社。元中海テレビ放送）
- 2024年 石原綾（9月入社、元群馬テレビ）[31][32]

#### 女性
- 2015年 中尾真亜理
- 2018年 小林沙貴（元NHK鳥取放送局契約キャスター。防災士）[33][30]
- 2022年 中山紗希（元NHK鳥取放送局契約キャスター。防災士）[30]
- 2024年 村尾莉采[注 22][34][35][36][37][38][39][40]

### 過去
太字は現職。●は元アナウンス責任者。
- 1964年 宮田公爾（後に常務取締役松江本社代表。2011年に69歳で死去）
- 1971年 福田仁志（後に報道制作局次長等。2012年退職後、石見銀山テレビ放送相談役・放送部長）
- 1974年 松本俊（2008年時点で報道制作局報道制作部部長代理）
- 1978年 坂江詩織
- 1985年 尾崎真美
- 1988年 福浜隆宏●（ - 2013年11月。鳥取県議会議員）
- 1990年 細田順子（他部署）
- 1993年 斎藤光子
- 1995年 岡﨑典子
- 1996年 朝倉浩之（ - 2003年。中国国際放送日本語部→TOKYO MX記者→東京都職員）、福寿みどり
- 1998年 鹿島千穂（ - 2001年。フリー→実践女子大学短期大学部講師）、岸本尚実（ - 2001年。北海道放送→フリー（オフィスキイワード→KEE'S）→ココロplus代表取締役社長）、横田麻衣子
- 1999年 山野本竜規（ - 2006年。琉球放送→神職・フリー）
- 2001年 清水美智子（ - 2004年。広島ホームテレビ→テレビ愛知→フリー・声優）、田村純子（元長崎国際テレビ。- 2003年。テレビ金沢→フリー）
- 2002年 北川博之（2010年より松江本社、- 2012年。広報局）、高井和代（報道制作局中海圏報道制作部長補佐（松江担当）（報道記者））[注 23]
- 2003年 杉田恵理（テレビ朝日ディレクター）、福谷清志（ - 2008年。テレビ大阪）
- 2005年 改野由佳（ - 2006年9月。テレビ愛知→フリー）、安藤有貴（旧姓：山口。販売企画部→編成局）
- 2006年 森山一葉（10月入社。ニチエンプロダクション→GEM）[41]
- 2007年 串山真理（ - 2012年。広島ホームテレビ）、殿垣内薫（ - 2016年9月。RCCフロンティア）
- 2008年 桑原秀和（ - 2016年。静岡放送→フリー（ボイスワークス））、定常菜都子（報道制作局報道制作部副部長（ディレクター））[42]
- 2009年 下山英哉●（元南日本放送→ザ・ゴルフ・チャンネル。 - 2017年。→再び南日本放送）
- 2013年 前田彩野（元NHK松江放送局）（ - 2021年）[43]
- 2014年 赤井祐紀（ - 2019年。テレビ神奈川→美容業界）
- 2016年 近藤あずみ（ - 2019年。広島ホームテレビ→フリー?）、大垣舞（ - 2020年、元NHK岡山放送局）
- 2017年 三浦康暉（10月入社。 - 2024年9月）
- 2018年 米澤保（ - 2020年）
- 2020年 左右田禎子（ - 2024年5月。編成局コンテンツ制作部（2024年4月 - 5月）→福島放送。元長崎放送リポーター）

## アナウンサー以外の在籍者
2024年4月1日の組織再編により、報道部・制作部・アナウンス室が統合され、報道制作部となった。

### 現在

#### 男性
- 2020年 扇畑亘（元日本テレビディレクター・演出補。報道制作局報道制作部（報道記者））
- 2023年 上杉昌宏（報道制作局報道制作部（ディレクター））、福田理人（元日本海ケーブルネットワーク。報道制作局報道制作部（ディレクター））
- 2024年 大坪千成（報道制作局報道制作部（報道記者））[44]

#### 女性
- 2014年 澤田亜紀（報道制作局報道制作部（報道記者→報道デスク））[注 24][注 25][33][45][43]
- 2017年 北村晏乃（愛称：あんのちゃん。営業部→制作部（ディレクター）→報道制作局報道制作部（報道記者→ディレクター））[46][47][48]
- 2022年 中本帆乃花（報道制作局報道制作部（報道記者）。防災士）[49][30]
- 2023年 三好亜美（報道制作局報道制作部（報道記者））[50][51]、谷口凛（愛称：りん。編成局コンテンツ戦略部（広報・na-naライター））[52][53][54][55][56][57]

### 過去
太字は現職。
- 2011年 松岡史子（ - 2021年。報道部（報道記者））
- 2019年 福山佳那[33]（ - 2022年12月[58]。報道部（報道記者・気象予報士・防災士）。→ウェザーマップ（福岡放送『バリはやッ!ZIP!』気象予報士[59][60][61][62][63][64][65][66][67][68]））
- 2022年 手島安里沙（愛称：てじー。3月入社。 - 2023年。編成局コンテンツ戦略部（広報・na-naライター））[69]、宇賀神真紀子（愛称：うがちゃん。3月入社。 - 2025年3月。編成局コンテンツ戦略部（広報・na-naライター））[70][71][72][73]
  - このうち、手島・宇賀神の2人は、本業は全日本空輸（ANA）客室乗務員で、「ANA地方創生プロジェクト」（ANA客室乗務員が鳥取県での副業・兼業を行いながら鳥取県へ居住する取組）により、2022年3月1日から日本海テレビの契約社員として兼業を開始した。2人ともコンテンツ戦略部に配属され、主に広報（WEBマガジン「na-na（ナーナ）」）を担当していた[74][75][76][77]。手島は2023年まで、宇賀神は2025年のプロジェクト終了まで兼業をしていた。
  - 宇賀神は2024年4月12日にとっとリアル・パビリオン・エバンジェリスト（伝道師）に任命された[78][79]。

## 専属契約者等
男性
トラストネットワークから派遣された技術スタッフ等が該当。
女性
- 田中井優希（オフィス気象キャスター所属。気象予報士・防災士）[80]
  - 2025年3月24日から日本海テレビと専属契約を結んでいる。

### 過去
太字は現職。
- 円城寺悟士（愛称：ジョージ など。トラストネットワーク所属。ディレクター）[81][82][83]
  - 2018年から2023年までトラストネットワークから日本海テレビへ派遣されていた。2023年に東京へ異動。
- 町田朱理（オフィス気象キャスター所属。気象予報士・防災士）[84][85][86]
  - 2023年4月3日から2025年3月21日まで日本海テレビと専属契約を結んでいた。2024年1月25日に防災士の資格を取得した[87][88]。2025年3月31日（実際の出演は2025年4月1日）からは、契約先がテレビ西日本に変更された。

## 不祥事

### 会社資金及び寄付金など着服事件
2023年（令和5年）11月28日、日本海テレビジョンの元経営戦略局長が、2014年（平成26年）からの約10年間で売上金など総額1118万2575円を着服していたとして、前日（同月27日）付で懲戒解雇すると同時に鳥取県警察（所轄・鳥取警察署）へ被害届を提出したことを発表した。当該社員は同社を含む日本テレビ系列を中心に民放テレビ31局で放送しているチャリティー番組の『24時間テレビ 「愛は地球を救う」』に寄せられた寄付金の一部264万6020円も着服していたことも判明した。
同社の調査によれば、当該社員は経理部長を務めていた2014年から23年にかけて『24時間テレビ』に寄せられた寄付金のうち、本社内の金庫で保管していた一部を持ち出し、自身の口座へ入金した。さらに2014年から21年にかけて、経理処理を偽装するなどし、会社の資金や売上金など計約854万円を着服した。11月9日、同社が税務調査を受けることを知った当該社員は発覚を恐れ、着服を申告した。発表までに当該社員は約448万円を弁済している。当該社員は「2014年当時、親族のためにまとまった金を用立てる必要があった。着服しても発覚しにくいお金があり、思いついた」と話しており、飲食やパチンコなどの遊興費にも使ったと見られている。
この事態を受け、24時間テレビチャリティー委員会は同日、謝罪及び、日本海テレビに対し、当該社員が着服した寄付金全額の回収、あるいは同額の補填を強く求める声明を公式ホームページで発出した。なお、同社の田口晃也代表取締役会長の引責辞任と西嶌一泰代表取締役社長の3か月間報酬全額の返上があわせて発表された。また、夕方の自社制作番組『おびわんっ!』『ニュースevery日本海』では番組冒頭で経緯説明と謝罪がなされ、後者では田口会長・西嶌社長が番組に直接生出演して視聴者に謝罪した。田口会長は同年12月18日に引責辞任した。
2023年11月29日、日本海テレビの視聴者センターは同日16時時点で電話約150件、電子メールなど約100件の苦情があったことを明らかにした。
2024年（令和6年）7月20日、日本海テレビは再発防止策を策定した上で同年8月31日から9月1日に放送の『24時間テレビ47 愛は地球を救うのか?』の募金活動に参加することを表明した。ただし、同局制作の番組の放送及び同局主催のチャリティーイベントは実施しなかった。

2024年7月22日、鳥取県警察鳥取警察署は元経営戦略局長を業務上横領の疑いで書類送検した。2025年3月26日、鳥取地方検察庁は元局長を同罪で在宅起訴した。同年7月17日、鳥取地方裁判所は元局長に懲役3年執行猶予5年の有罪判決を言い渡した。厳罰となった理由として、同裁判所は24時間テレビに対する信頼の失墜や影響を与えたことを判決内容の中で述べている。弁護側、検察側はいずれも期限の7月31日までに控訴せず、この判決が確定した。

## 関連会社
- 株式会社日本海テレビサービス（NKTS）
  - 広告代理店・番組製作会社。設立は1958年12月15日で日本海テレビ開局より早い。本社ではほぼ淘汰された「NKT」ロゴも「NKTS」ロゴとして残っている。